# Alberto A Harari
Alberto Harari (1932, Buenos Aires – 2002, Buenos Aires) foi um músico, compositor e letrista argentino, popular principalmente nas décadas de 1960 e 1970 no gênero do tango. Entre suas principais composições estão "El Vuelo Ciento Dos", em parceria com Juan Tiggi, e "Ordenando Fracasos", em parceria com Carlos Peraltas, e interpretado por Daniel Oliveira. Seu maior sucesso foi "Solamente Tu” , composto em parceria com Agustín Irusta e interpretado por  Agustín Irusta e o Cuarteto Guardia Vieja, no álbum "El Gato Del Amor” de 1970.